# Ministerium für Europa und Äußeres

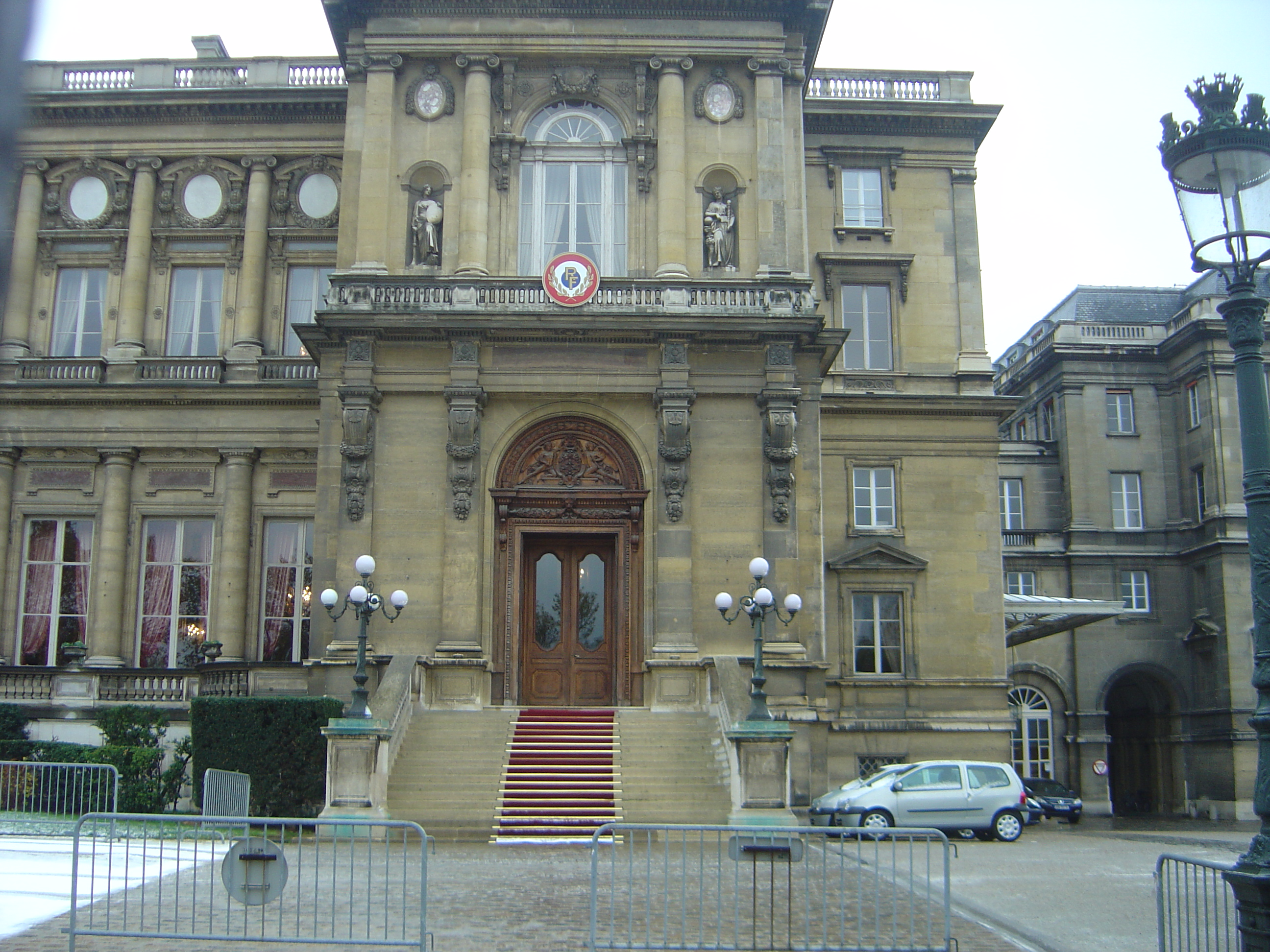
Der Haupteingang des Ministeriums

Das Ministerium für Europa und Äußeres (französisch Ministère de l’Europe et des Affaires étrangères) ist das Außenministerium der Französischen Republik. Es wird nach seinem Sitz am Quai d’Orsay, einer Uferstraße der Seine in Paris, auch „le Quai d’Orsay“ oder nur „le Quai“ genannt. Seit dem 21. September 2024 steht es unter der Leitung des Ministers Jean-Noël Barrot.

## Geschichte
Das Ministerium hat eine lange Tradition, die bis ins Ancien Régime zurückreicht. 1547 wurde der erste Staatssekretär für Auswärtige Angelegenheiten, Claude de L’Aubespine, ernannt.
Von 1981 bis 1986 (unter Mitterrand) hieß das Ministerium Ministère des Relations extérieures („Ministerium für Außenbeziehungen“) – um zu zeigen, dass für die Regierung das Ausland nicht „fremd“ (étranger) ist.

## Aufgabe
Zum Außenministerium gehören die 160 Botschaften bei souveränen Staaten und 16 ständige Vertretungen bei internationalen Organisationen, die die Regierung regelmäßig informieren, außerdem die Konsulate.
Äußere Sicherheit, Wirtschaftsbeziehungen, Auswärtige Kulturpolitik (zum Beispiel die französischen Kulturorganisationen wie das Institut français) sind wichtige Aufgaben.

## Gliederung
Seit 1950 gibt es einen Staatssekretär für Europafragen, seit 1959 einen Staatssekretär für Fragen der Frankophonie. Seit 2022 gibt es im Außenministerium zwei beigeordnete Minister – für Außenhandel und Standortförderung sowie für europäische Angelegenheiten – und eine Staatssekretärin für Entwicklung, Frankophonie und internationale Partnerschaften.
Das Haus verfügte im Jahr 2009 über einen Etat von 4,6 Milliarden Euro und beschäftigte rund 14.800 Mitarbeiter.